# Carlo Gregorutti
Carlo Gregorutti (Rovigno, 22 agosto 1821 – Fiumicello, 20 ottobre 1898) è stato un archeologo e collezionista d'arte italiano.

## Biografia
Nato in Istria, figlio di Francesco e di Giovanna De Radis, si laureò in Giurisprudenza all'Università di Padova ma si trasferì ben presto a Trieste. I suoi interessi furono però da sempre rivolti all'archeologia e soprattutto all'epigrafia, della quale fu uno dei massimi esperti della sua epoca.
Si occupò soprattutto degli scavi ad Aquileia, nei pressi della quale andò a risiedere - possedendo in quella zona diverse terre -, fissando la propria dimora nella secentesca villa Andriani a Papariano, frazione di Fiumicello. Qui raccolse e ordinò un'enorme collezione di reperti archeologici provenienti da Aquileia e dai paesi limitrofi, oltre che altre opere d'arte appartenenti al proprio patrimonio. Sposò Sofia Corti, figlia dell'architetto lombardo Domenico Corti, autore fra l'altro dell'Ospedale maggiore di Trieste.
Nel corso del 1876 conobbe personalmente Theodor Mommsen, con il quale instaurò una proficua discussione scientifica. Del Gregorutti, Mommsen ebbe a dichiarare  «Finalmente ho avuto la buona fortuna di entrare in relazioni dirette col Gregorutti, che ha fatto più per Aquileia nell’ultimo vicennio che tutti i collettori degli ultimi due secoli». Fra le altre cose, fu proprio Gregorutti a coniare il nome di Via Iulia Augusta, a indicare la strada che da Aquileia portava al Norico.
Amico di Carlo Kunz, con lui riorganizzò le proprietà storico-archeologiche del comune di Trieste, definendo un nuovo assetto all'Orto Lapidario presso il Castello di San Giusto e dando un forte impulso alla creazione dei Musei Civici di Antichità (l'attuale Civico Museo di Storia ed Arte) - dei quali, nel 1873, divenne primo direttore proprio Kunz.
Nel 1894 donò la sua intera collezione di reperti e di documenti, nonché la corrispondenza e l'archivio personale al Museo archeologico nazionale di Aquileia (Collezione Gregorutti), mentre un dipinto di sua proprietà - una copia probabilmente autentica dell'Elemosina di San Lorenzo di Bernardo Strozzi - finì nella parrocchiale di San Valentino a Fiumicello.
Contribuì con numerosi articoli all'Osservatore Triestino.
Morì a Fiumicello nel 1898.